# 小林惺
小林惺（日语：／ Kobayashi Satoshi */?，1932年—2008年3月），日本意大利语文学学者。其研究方向为意大利语、比较文化。小林惺于1960年本科毕业于東京外国語大学意大利语专业。 1962年进入東京大学研究生院人文学科系比较文学与比较文化专业学习，1970年作为博士研究生从同专业退学（已修满学分）。他曾任武藏野音乐大学教授，退休后为该校名誉教授。深受帕金森病折磨的同时，小林惺从意大利语原文译出了朱塞佩·托马西·迪·兰佩杜萨（Giuseppe Tomasi di Lampedusa）的小说《豹》（Il Gattopardo，主流英译名：The Leopard），其于相应译本出版后不久后去世。

## 著作
- 『イタリア語小文法』白水社 1975

- 『エクスプレスイタリア語』白水社 1986

- 『イタリア文解読法』大学書林 2001

- 『イタリア語文法ハンドブック』白水社 2006

## 译著
- ランペドゥーサ『山猫』岩波文庫、2008